# Sphinctomyrmex asper
Sphinctomyrmex asper är en myrart som beskrevs av Brown 1975. Sphinctomyrmex asper ingår i släktet Sphinctomyrmex och familjen myror. Inga underarter finns listade i Catalogue of Life.

## Bildgalleri

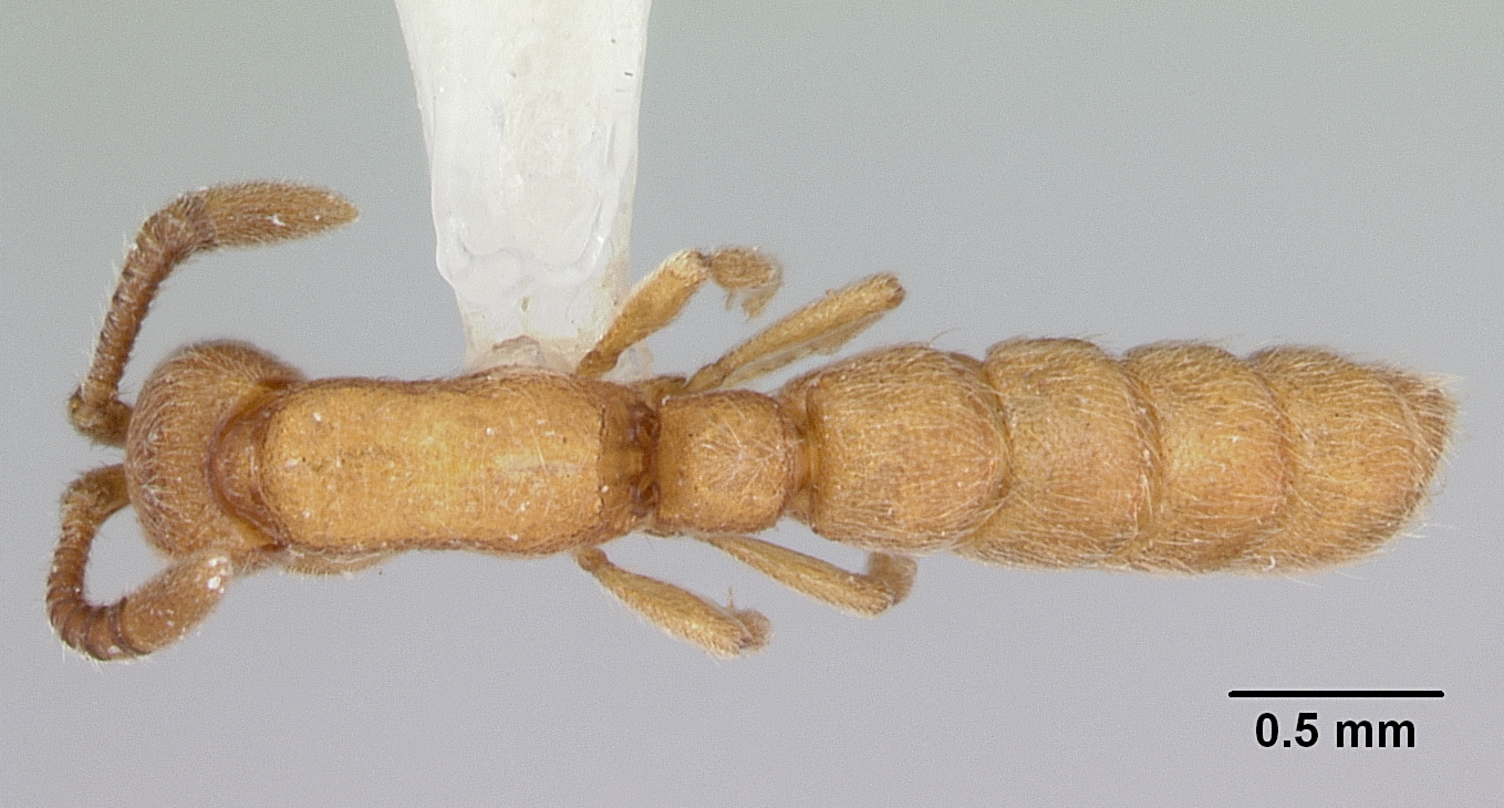
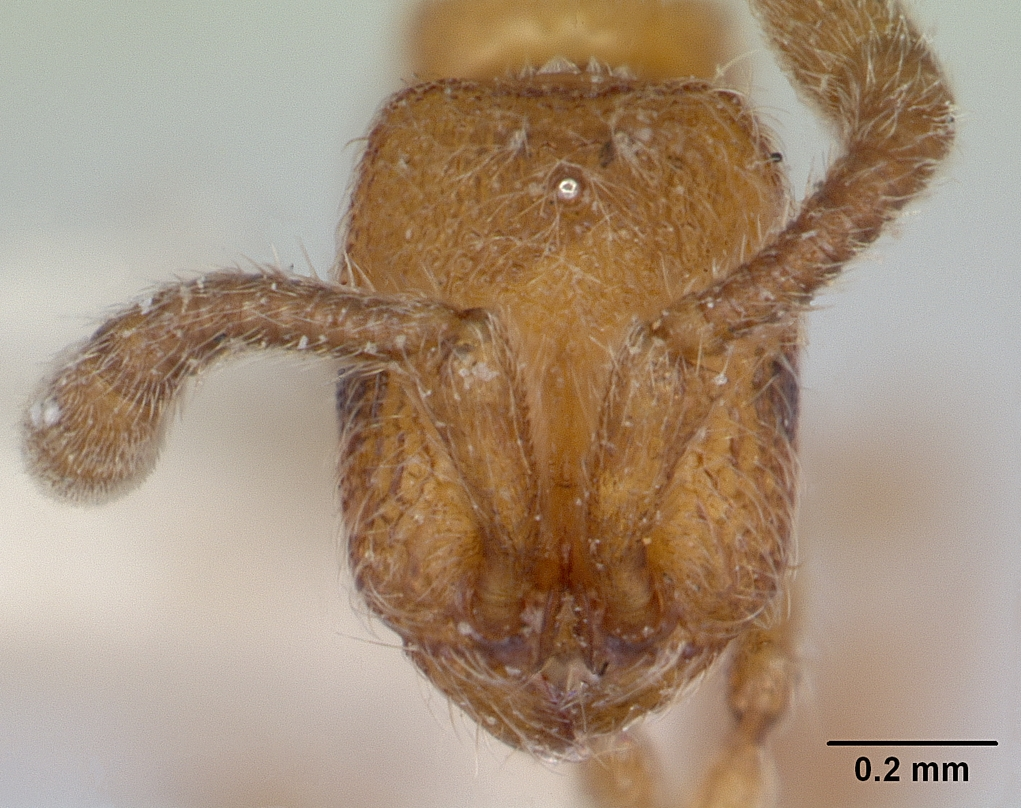
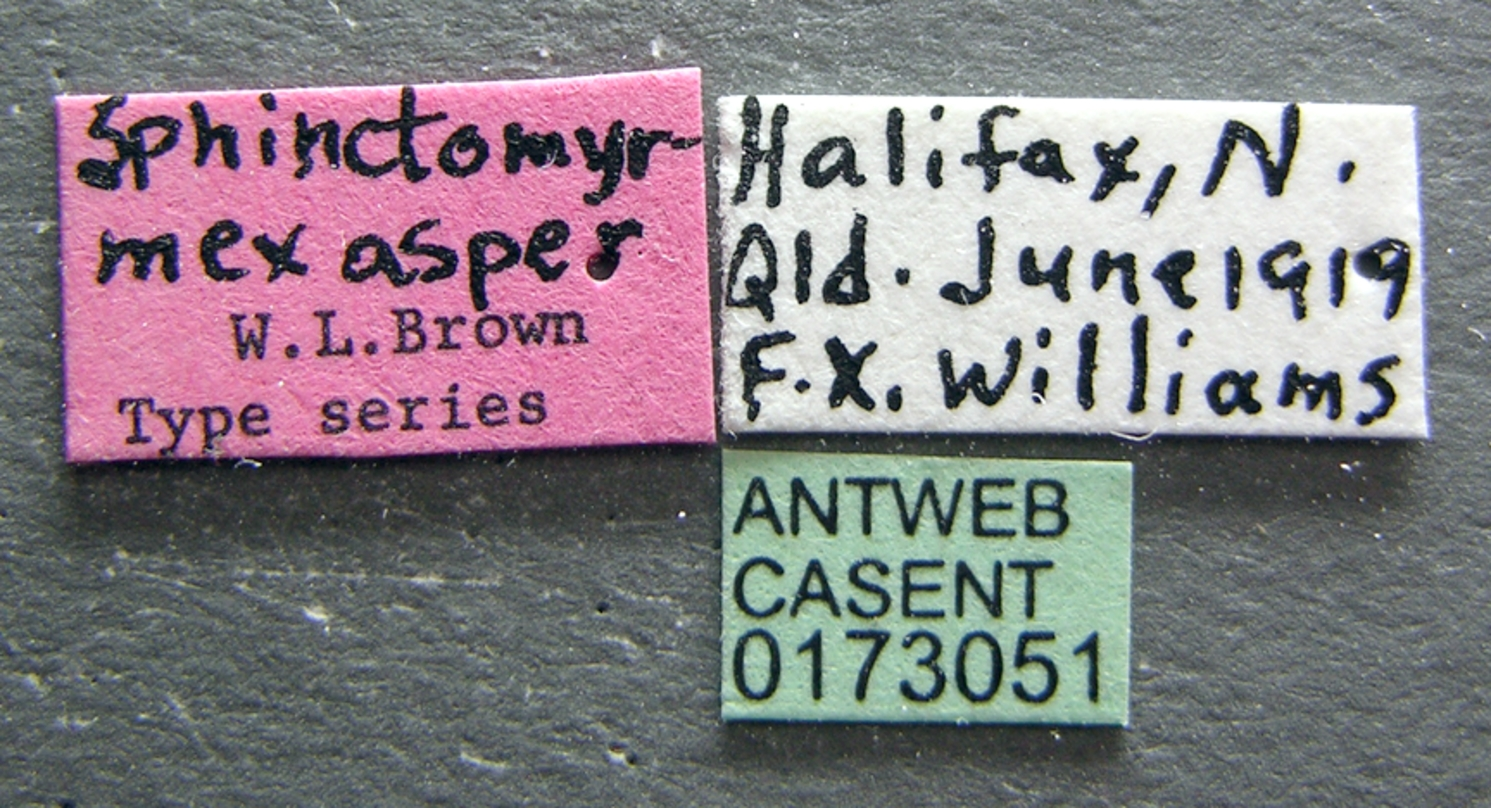
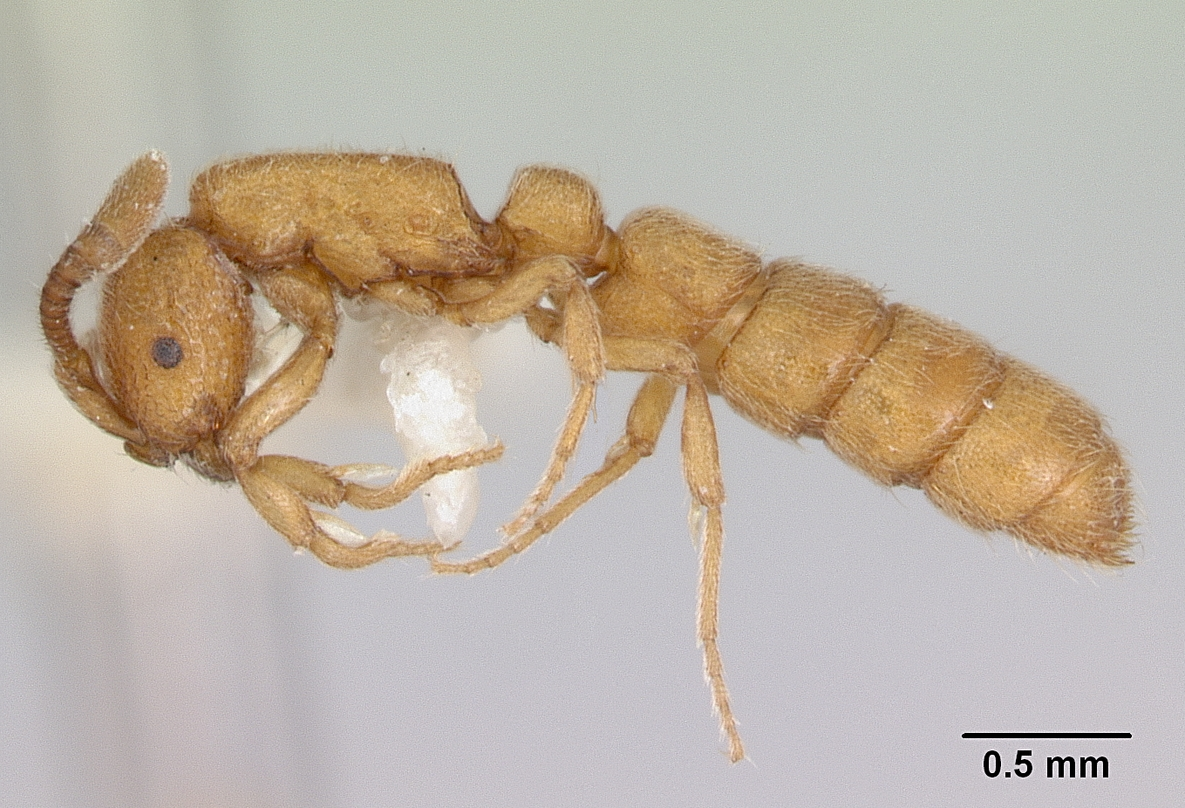
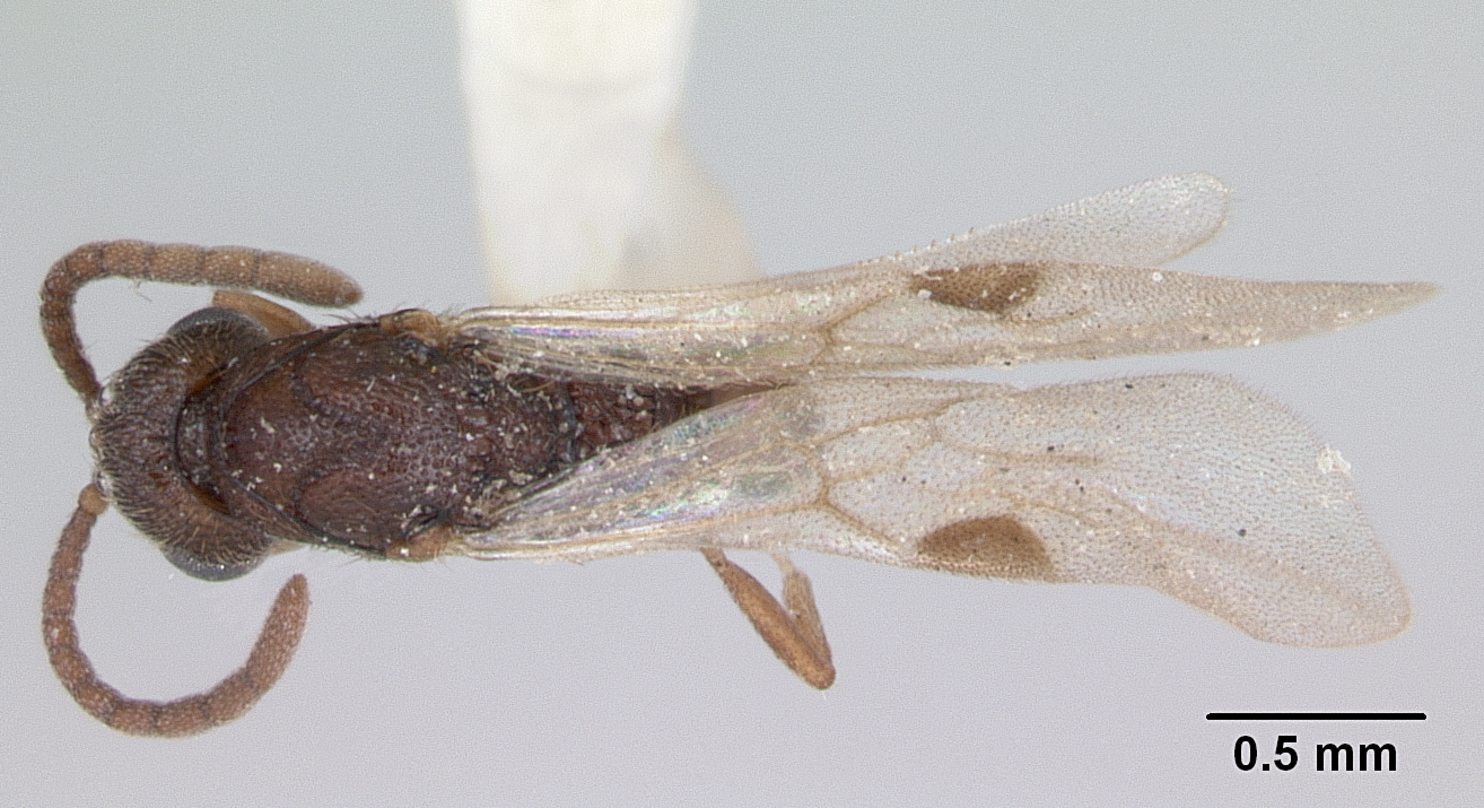
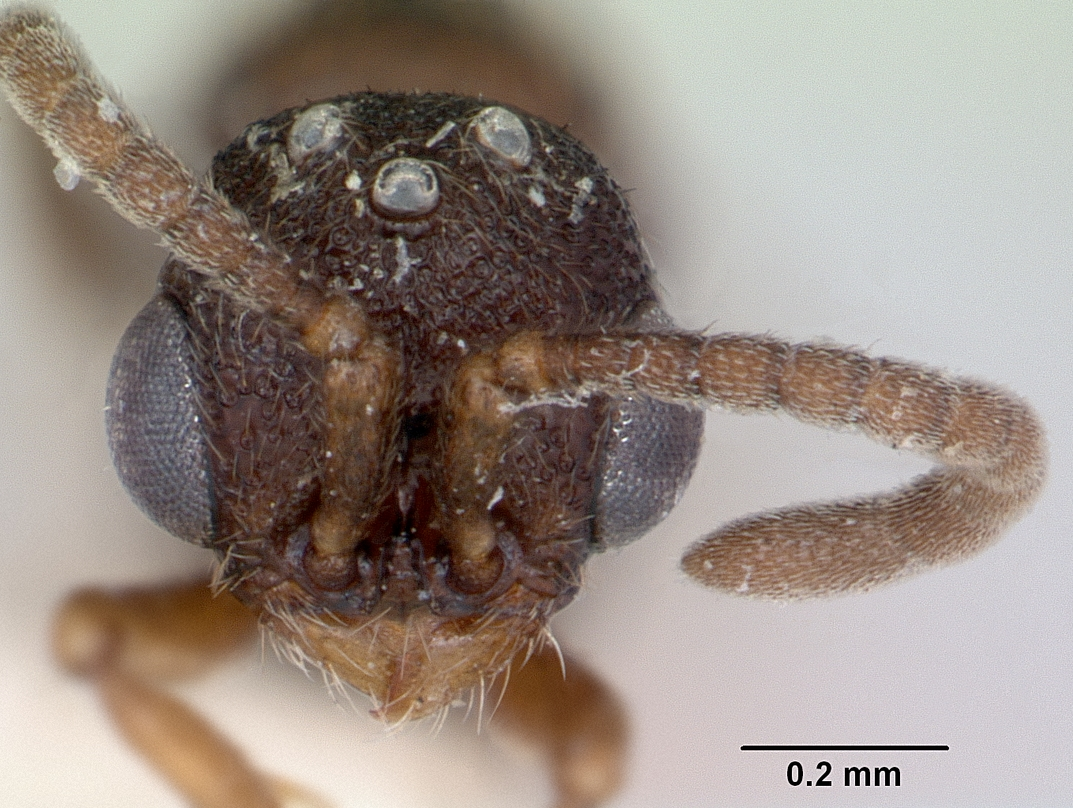